# 503-й важкий танковий батальйон (Третій Рейх)
503-й важкий танковий батальйон (нім. Schwere Panzer-Abteilung 503) — німецький бронетанковий підрозділ, що мав на озброєнні важкі танки Tiger I і Tiger II. Сформований батальйон 6 квітня 1942 року, 21 грудня 1944 року перетворений у важкий танковий батальйон «Feldhernhalle» у складі корпусу з такою ж назвою.

## Формування
Батальйон був сформований 6 квітня 1942 року в Нойруппіні на основі 5-го і 6-го танкових полків. У лютому 1944 року батальйон переведений на триротну структуру.

## Бойова служба
Бойова служба батальйону почалася в січні 1943 року на Дону в районі Ростова. Потім батальйон брав участь в операції «Цитадель», боях за Білгород, Жмеринку, Кам'янець-Подільський, Черкаси і Тернопіль.
Улітку 1944 року батальйон був перекинутий на Західний фронт, до Нормандії, потім — в Угорщину. 21 грудня 1944 року батальйон реорганізований у важкий танковий батальйон «Feldhernhalle» і ввійшов до складу танкового корпусу з такою ж назвою. Останні бої батальйон провів північ від Відня.

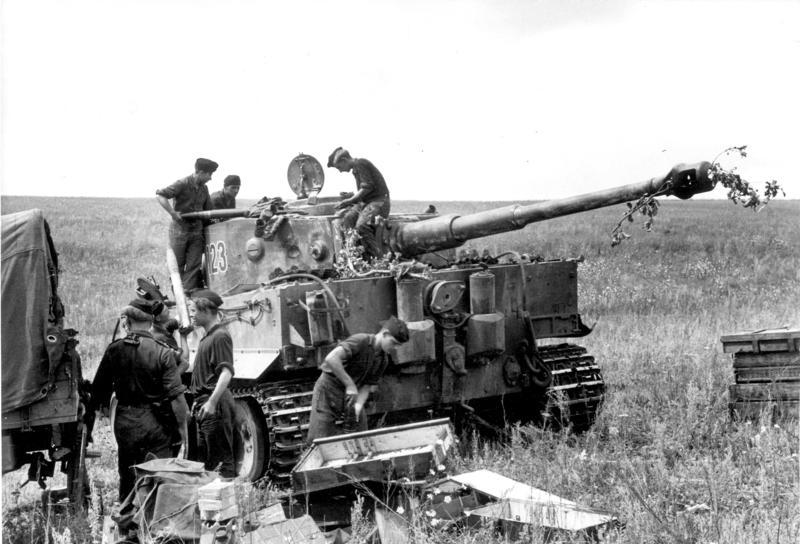
«Panzer VI Tiger» з 1-ї роти 503-го важкого танкового батальйону поповнює боєзапас.
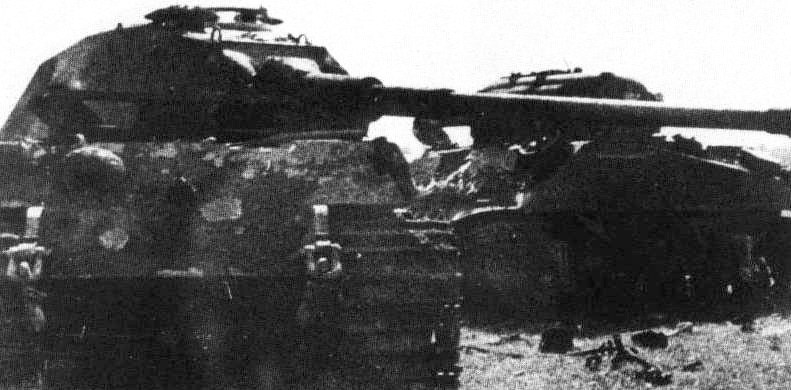
«Panzer VI Tiger II» 503-го важкого танкового батальйону, протаранений англійським «M4 Sherman», 18 липня 1944.
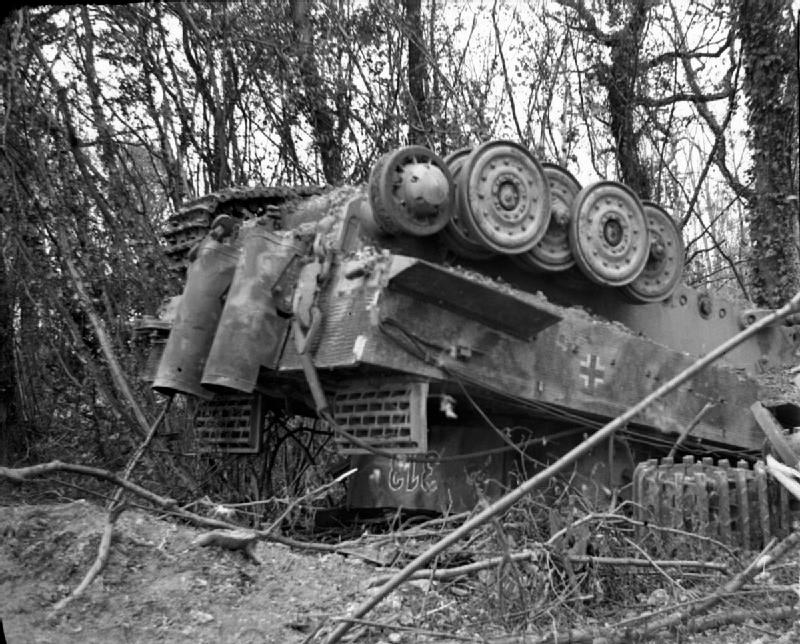
Panzer VI Tiger 503-го батальйону, перекинутий у Манневіллі внаслідок бомбардування під час операції «Ґудвуд».

## Командири
- … Пост (травень 1942 — 28 січня 1943)
- Ерих Гогейзель (28 січня 1943 — травень 1943)
- Клеменс-Генріх фон Кагенек (липень 1943 — 30 січня 1944)
- Рольф Фромм (лютий 1944 — грудень 1944)
- Нордвін фон Діст Кербер (грудень 1944 — лютий 1945)